# Marius Adrian Radu
Marius Adrian Radu (Radnót, 1977. június 1. –) korábbi U21-es  román válogatott labdarúgó, jelenleg az FC Argeș Pitești játékosa.

## Pályafutása
A Dicsőszentmártonban, a helyi Chimica csapatában kezdte pályafutását, ahol 1998-ban kapott profi szerződést. Ebben az évben a 17 román másodosztályú mérkőzésen lépett pályára. 1999 januárjában igazolta le az Argeș Pitești. 1999. április 20-án debütált a román élvonalban. Bár ebben a szezonban mindössze 7 mérkőzésen szerepelt, az elkövetkező években alamberévé vált  az Argeșnek. Közel 150 bajnoki mérkőzésen szerepelt a csapat színeiben a román A ligában, s  16-szor pályára lépett a román U21-es válogatottban. 2006 januárjában igazolta le Ladislau Marius Vizer, az FC Sopron román-magyar tulajdonosa. Az első félévben, amit a Sopronnál töltött, 11 alkalommal szerepelt a csapatban, s 1 gólt ért el. A 2006/2007-e szezonban alapembere a csapatnak, ám az egész csapathoz hasonlóan neki sem ment jól. Ettől függetlenül megkereste volt csapata, az Argeș Pitești és 50.000 euróért (akkori árfolyamon 12.350.000 forintért) kivásárolta 2008-ig szóló szerződéséből.